# Вилабруна-Умин (Белуно)
Вилабруна-Умин је насеље у Италији у округу Белуно, региону Венето.
Према процени из 2011. у насељу је живело 1040 становника. Насеље се налази на надморској висини од 361 м.